# Astragalus vvedenskyi
Astragalus vvedenskyi är en ärtväxtart som beskrevs av Mikhail Grigoríevič Popov. Astragalus vvedenskyi ingår i släktet vedlar, och familjen ärtväxter. Inga underarter finns listade i Catalogue of Life.